# Otto I. (Rietberg)
Graf Otto I. von Rietberg († 31. Dezember 1347) war von 1313 bis 1347 Graf von Rietberg.
Otto I. wurde als Sohn von Konrad II. und dessen Frau Mechthild geboren. Nach dem Tod des Vaters 1313 übernahm Otto I. die Regierung der Grafschaft. Otto I. starb am 31. Dezember 1347. Er wurde, wie seine Frau Adelheidis, im Kloster Marienfeld beigesetzt.
Auf seinem Grabstein stand:
Anna Dni. MCCCXLVII pridie idus Januarii
Obiit Otto comes de Retberge.
Hic jacet * * poenis miserorum Spiritus obtineat coelum,
Caro pace quiescat.
In deutscher Übersetzung:
Im Jahre des Herrn 1347, am 31. Dezember
starb Otto Graf von Rietberg.
Hier liegt ... durch die Strafen der Armseligen; sein Geist möge den Himmel gewinnen,
sein Fleisch in Frieden ruhen.
Auf dem Grabstein seiner Frau stand:
Anna Dni MCCCXLII septimo Kal. Maii migravit
Dna Alheidis Comitissa de Retbergh.
Anima eius requiescat in pace. Amen
In deutscher Übersetzung:
Im Jahre des Herrn 1342, am 25. April,
verließ Frau Adelheid, Gräfin von Rietberg, diese Welt.
Ihre Seele ruhe in Frieden. Amen.

## Ehe und Nachkommen
Otto I. heiratete vor 1326 Adelheidis von Hallermund († 25. April 1342), Tochter von  Gerhard II. von Hallermund (comes de Halremunt cognomento Schelegreve) und Elisabeth Gräfin v. Everstein: siehe Adensen (Adelsgeschlecht). Aus dieser Ehe gingen fünf Kinder hervor, von denen nur drei erwachsen wurden.
- Konrad III. († 1. Mai 1365), Graf 1347–1365
- Otto († 1377/1400), Domherr in Paderborn und Köln
- Mette, heiratete zwischen 1342 und 1345 den Grafen Heinrich von Schwalenberg und war nach dessen Tod von 1383 bis 1400 Äbtissin zu Stift Heerse
- Adelheid, erwähnt 1342–1354
- Beatrix, erwähnt 1342–1354